# Horsham Rural
Horsham Rural var en civil parish från 1894 till 1987 då den blev en del av Horsham unparished area och Broadbridge Heath, Colgate, Itchingfield, North Horsham, Nuthurst, Rusper, Slinfold, Southwater och Warnham civil parishes, i grevskapet West Sussex, i England. Civil parish var belägen 20 km från Petworth och hade 10 800 invånare år 1971.